# Tony LeVier
Anthony W. LeVier (né le 14 février 1913 à Duluth et mort le 6 février 1998 à Los Angeles), dit Tony LeVier, est un pilote d'essai américain.

## Biographie
Travaillant pour la Lockheed Corporation des années 1940 aux années 1970, il a participé aux développements de nombreux aéronefs comme le Lockheed P-80 Shooting Star, le Lockheed R6V Constitution, le Lockheed T-33 Silver Star, le Lockheed XF-90, le Lockheed F-94 Starfire, le Lockheed XF-104 ou encore le Lockheed U-2.
Intronisé au National Aviation Hall of Fame en 1978, à l'Aerospace Walk of Honor en 1990, à l'International Air & Space Hall of Fame en 1993, il a aussi reçu le prix James H. Doolittle de la Society of Experimental Test Pilots en 1993. Cette dernière a également créée un prix à son nom.

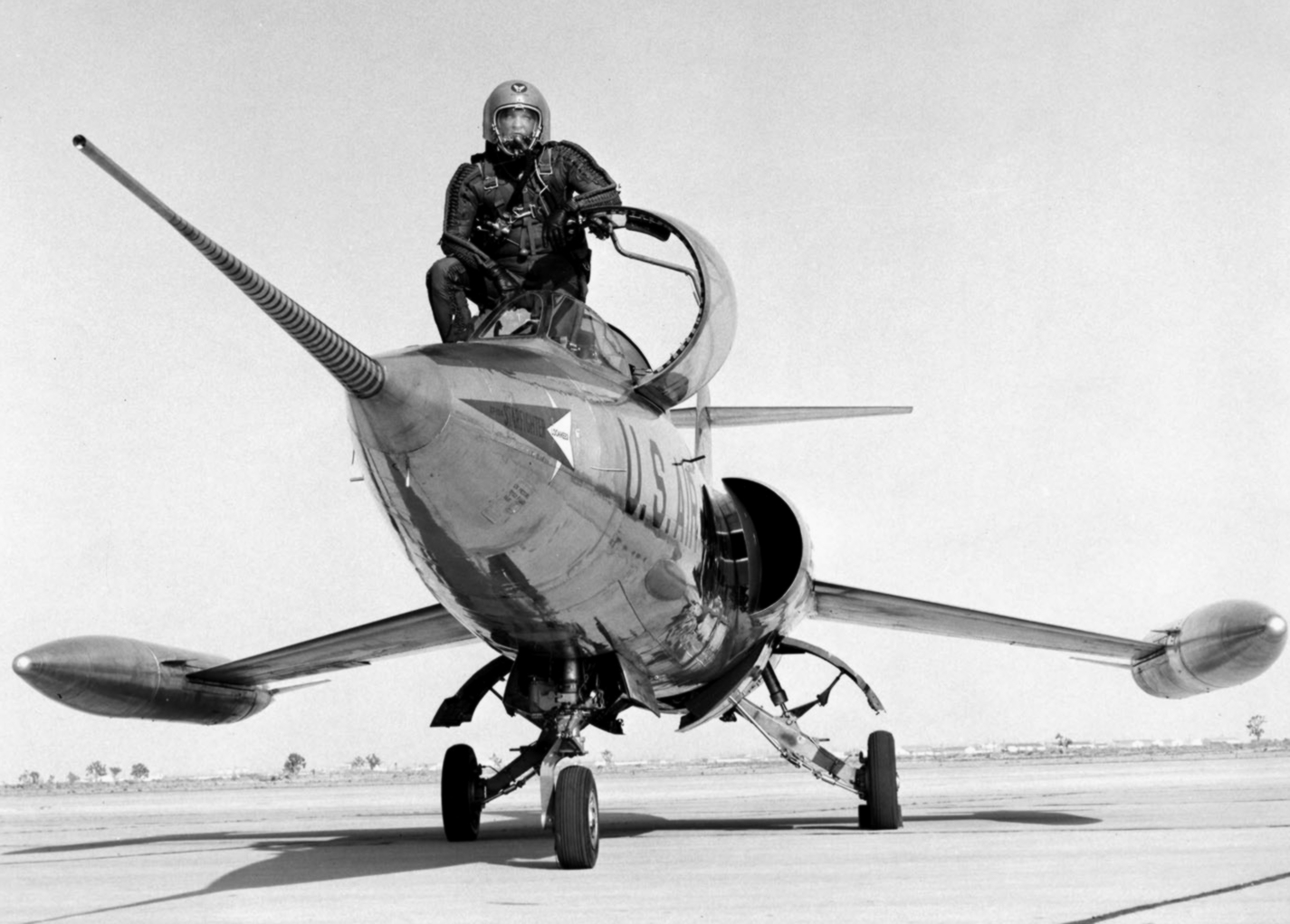
Tony LeVier posant dans un Lockheed XF-104 (vers 1955).